# Anketrakabe
Anketrakabe est une ville et une commune urbaine (Kaominina), du nord de Madagascar, dans la province de Diego-Suarez.

## Géographie
Anketrakabe est une commune de Madagascar, intégrée au district d'Antsiranana II. Ce district fait partie de la région de Diana, située dans le nord du pays.

## Administration
Anketrakabe est une commune urbaine du district d'Antsiranana II, située dans la région de Diana, dans la province de Diego-Suarez.

## Économie
La population est majoritairement rurale. On trouve sur le territoire communal des exploitations de maïs, d'arachides et de rizières.

## Démographie
La population est estimée à 2 933 habitants, en 2001.